# Giuseppe Ungaretti
Giuseppe Ungaretti (tiếng Ý: [dʒuˈzɛppe uŋɡaˈretti] là một nhà thơ, nhà báo, nhà tiểu luận, nhà phê bình, học thuật hiện đại người Ý và là người nhận giải thưởng quốc tế Neustadt 1970 cho Văn học. Một đại diện hàng đầu của xu hướng thử nghiệm được gọi là Ermetismo, ông là một trong những người đóng góp nổi bật nhất cho văn học Ý thế kỷ 20.
Bị ảnh hưởng bởi chủ nghĩa biểu tượng, ông được liên kết ngắn gọn với chủ nghĩa vị lai. Giống như nhiều người theo thuyết vị lai, ông đã đảm nhận vị trí người theo chủ nghĩa bất lương trong thế chiến I. Ungaretti ra mắt với tư cách là một nhà thơ khi chiến đấu trong chiến hào, xuất bản một trong những tác phẩm nổi tiếng nhất của ông, L'allegria ("Niềm vui").
Trong thời gian thời kỳ giữa chiến tranh, Ungaretti là cộng tác viên của Benito Mussolini (người mà ông gặp trong thời gian gia nhập xã hội chủ nghĩa), cũng như một phóng viên ở nước ngoài cho Il Popolo d'Italia và Gazzetta del Popolo. Trong khi kết hợp ngắn gọn với những người Dadai, ông đã phát triển chủ nghĩa ẩn học như một cách cá nhân đối với thơ. Sau vài năm ở Brazil, ông trở về nhà trong Thế chiến II, và được chỉ định một vị trí giảng dạy tại Đại học Roma, nơi ông đã trải qua những thập kỷ cuối cùng của cuộc đời và sự nghiệp. Quá khứ phát xít của ông là chủ đề tranh cãi.

## Tiểu sử

### Đầu đời
Ungaretti được sinh ra ở Alexandria, Ai Cập trong một gia đình từ thành phố Tuscany Lucca. Lúc còn là đứa trẻ, cậu đã được bà vú em Nubia tên là Bahita nuôi dưỡng, và khi cậu bé lớn lên, cậu tuyên bố ảnh hưởng của bà vú em đối với chủ nghĩa kỳ lạ của cậu. Cha của Ungaretti đã tham gia công tác đào Kênh đào Suez, nơi ông bị tai nạn chết vào năm 1890. Người mẹ góa của ông, sinh ra trong Kotor (ngày nay Montenegro), người điều hành một tiệm bánh ở rìa Sahara, đã giáo dục con của mình trên cơ sở các nguyên lý Công giáo Rôma.
Giáo dục chính thức Giuseppe Ungaretti bắt đầu bằng tiếng Pháp, tại trường Thụy Sĩ của Alexandria. Chính tại đó, anh đã làm quen với khuynh hướng Thi sơn và thơ tượng trưng, đặc biệt với Gabriele d'Annunzio, Charles Baudelaire, Jules Laforgue, Stéphane Mallarmé và Arthur Rimbaud. Ông cũng trở nên quen thuộc với các tác phẩm của những người theo chủ nghĩa cổ điển Giacomo Leopardi và Giosuè Carducci, cũng như với các tác phẩm của tác giả maverick Giovanni Pascoli. Thời kỳ này đánh dấu sự ra mắt của ông với tư cách là một nhà báo và nhà phê bình văn học, với các tác phẩm được xuất bản Risorgete, một tạp chí được biên tập bởi nhà văn vô chính phủ Enrico Pea. Vào thời điểm đó, anh ta đã trao đổi thư từ với Giuseppe Prezzolini, biên tập viên của tạp chí có ảnh hưởng  La Voce. Là khách thường xuyên của Baracca Rossa ("Nhà đỏ") của Pea, Ungaretti là một người đồng cảm với giới xã hội-chủ nghĩa vô chính phủ. Ông từ bỏ Kitô giáo và trở thành người vô thần. Mãi đến năm 1928, ông mới trở lại với đức tin Công giáo.